# Helen Traubel
Helen Traubel (St. Louis, 16 giugno 1899 – Santa Monica, 28 luglio 1972) è stata un soprano statunitense.

## Biografia
Dal 1937 fino a tutti gli anni quaranta fu la star indiscussa del New York Metropolitan Opera, calcandone la scena soprattutto come interprete wagneriana per ben 168 repliche.
Nata in una famiglia di origini e di lingua tedesca, si dedicò all'arte del canto sin da piccola, facendo il suo debutto professionale nel 1923 con la St. Louis Symphony Orchestra. Nel 1926 si esibì al Lewisohn Stadium di New York nella Liebestod  del Tristano e Isotta di Wagner; in quella occasione l'impresario teatrale Giulio Gatti Casazza le offrì la possibilità di esordire al Metropolitan Opera, ma la giovane cantante rifiutò l'offerta motivandola con la necessità di perfezionarsi nel canto tramite un ulteriore periodo di studio.
Nel 1935, mentre si esibiva a St. Louis, sua città natale, venne notata dall'impresario e compositore Walter Damrosch, il quale aveva appena finito di scrivere l'opera in due atti The Man Without a Country, che rielaborò appositamente per adattare il ruolo della protagonista femminile, Mary Rutledge, alle caratteristiche della Traubel, debuttando al Metropolitan il 12 maggio 1937.
Il sogno della Traubel era quello di cantare come interprete wagneriana, ma la presenza di altri grandi soprani come Kirsten Flagstad e Marjorie Lawrence ostacolarono a lungo la sua carriera.
Morì nel 1972 per un attacco cardiaco.

## Filmografia parziale
- Così parla il cuore (Deep in My Heart), regia di Stanley Donen (1954)
- L'idolo delle donne (The Ladies Man), regia di Jerry Lewis (1961)
- Peter Gunn: 24 ore per l'assassino (Gunn), regia di Blake Edwards (1967)